# Okręg Rostock
Okręg Rostock (niem. Bezirk Rostock) – okręg administracyjny w dawnej Niemieckiej Republice Demokratycznej.

## Geografia
Okręg najbardziej wysunięty na północ, rozciągał się wzdłuż całego wybrzeża Bałtyku NRD. Graniczył od południa z okręgiem Neubrandenburg i okręgiem Schwerin oraz na krótkich odcinkach od wschodu z PRL (w 1990 roku z RP) a od zachodu z RFN.

### Podział
- Rostock
- Greifswald (od stycznia 1974)
- Stralsund
- Wismar
- Powiat Bad Doberan
- Powiat Greifswald
- Powiat Grevesmühlen
- Powiat Grimmen
- Powiat Ribnitz-Damgarten
- Powiat Rostock
- Powiat Rügen
- Powiat Stralsund
- Powiat Wismar
- Powiat Wolgast
- Powiat Bergen (1952-1955)

## Polityka

### Przewodniczący rady okręgu
- 1952 Erhard Hollweger
- 1952–1959 Hans Warnke (ur. 1896 zm. 1984)
- 1959–1961 Harry Tisch (ur. 1927 zm. 1995)
- 1961–1969 Karl Deuscher (ur. 1917)
- 1969–1986 Willy Marlow (ur. 1928)
- 1986–1989 Eberhard Kühl (ur. 1930)
- 1989–1990 Götz Kreuzer (ur. 1940)
- 1990 Hans-Joachim Kalendrusch (Regierungsbevollmächtigter)

### I sekretarzSEDokręgu
- 1952–1961 Karl Mewis (ur. 1907 zm. 1987)
- 1962–1975 Harry Tisch (ur. 1927 zm. 1995)
- 1975–1989 Ernst Timm (ur. 1926 zm. 2005)
- 1989–1990 Ulrich Peck (ur. 1948)